# Neukirchen-Balbini
Neukirchen-Balbini é um município da Alemanha, situado no distrito de Schwandorf, no estado da Baviera. Tem 47,07 km² de área, e sua população em 2019 foi estimada em 1.116 habitantes.